# 沼田由花
沼田 由花（ぬまた ゆか、1985年10月16日 - ）は、兵庫県出身のダンサーである。プラチナムプロダクションに所属していたが現在は退所している。HANADELI.というヴォーカルユニットでYUUとして活動後、現在はフリーのダンサーとして、バックダンサー、PV 出演、CM 出演、ダンス公演、モデル等、様々な場面において活動中。

## 来歴
- 2007年7月、芸能人女子フットサルチーム「TEAM SPAZIO」に入団したが、現在は退団している（のちに解散）。
- 2008年、東京ヤクルトスワローズのパフォーマーユニット「DDS」のメンバーに就任するが、わずか1ヵ月で脱退し、そのまま事務所も退所した模様。
- 2010年12月、HANADELI.を解散し、フリーのダンサーへと転身。直後、年末に開催された福山雅治の「福山☆冬の大感謝祭其の十」のバックダンサーとして出演。
- 2011年1月、Perfumeの振付師でもあるMIKIKOとTOMO YOSHIMURAの手がけるダンスプロジェクトELEVENPLAYにダンサーとして参加する。
- 2011年3月、東京ガールズコレクションにてOWNDAYS のダンサーとして出演。
- 2011年5月、味の素CMノ・ミカタのしじみ娘のメインダンサーとして出演。

## 人物
- 特技：ダンス
- 好きな色：ピンク

## 出演

### ダンス
- ウルフルズヤッサ！04　バックダンサー（2004年）
- 北島三郎特別公演　バックダンサー（2005年）
- a-nation'05 オープニングアクトダンサー（2005年）
- ウルフルズヤッサ！06　バックダンサー（2006年）
- a-nation'07 オープニングアクトダンサー（2007年）
- TRF バックダンサー（2008年）
- DDD 公演『SEKAI』ダンサー出演（2009年）
- EMI MARIA MOVEMENT ダンサー（2010年）
- 福山雅治 福山☆冬の大感謝祭其の十　バックダンサー（2010年）
- ELEVENPLAY presents "so meny men, so meny mind" ダンサー（2011年）
- 東京ガールズコレクション 2011 OWNDAYS ダンサー（2011年）

### PV
- マキシマムザホルモン　小さな君の手～Maximum the Hormone （2011年）
- 星野源 『SUN』（2015年）
- サカナクション  『ホーリーダンス』（2015年）
- 椎名林檎 『神様、仏様』（2015年）
- 星野源 『恋』（2016年）

### CM
- KIRIN　氷結 （2011年）
- 味の素　ノ・ミカタ　（2011年）

### テレビ
- 『ぷっ』すま （テレビ朝日）

2008年4月29日放送の『ザ・ギリギリマスター!』の『ギリギリ平成生まれ』の種目で出演。

### モデル
- ASIA BEAUTY EXPO ヘアーショーモデル（2007年）
- chouchouファッションショーモデル（2010年）
- soccer junky スチール（2011年）
- gests スチール（2011年）

### 舞台
- 「東京俳優市場～2007冬の陣」（2007年11月29日 - 12月1日・南青山MANDARA）
- 「WORLD　WIDE」GEST LIVEテノヒラ ダンサー出演　（2009年1月25日・品川ステラボール）
- ミュージカル「黒執事」-The Most Beautiful DEATH in The World-千の魂と堕ちた死神（2013年5月17日 - 5月26日・赤坂ACTシアター〈東京〉、6月8日 - 6月9日・梅田芸術劇場〈大阪〉）[1]